# Senufo jezici
Senufo jezici (privatni kod: snfo), ogranak gurskih jezika koji se govore po državama Obala Slonovače, Burkina Faso, Mali i Gana. Obuhvaća  (15) jezika u 6 podskupina: 
a. Karaboro (2): zapadni karaboro i istočni karaboro,
b. Kpalaga (1): palaka senoufo.
c. Nafaanra (1): nafaanra.
d. Senari (4): cebaara senoufo, nyarafolo senoufo, syenara senoufo, senara senoufo.
e. Suppire-Mamara (5): mamara senoufo, shempire senoufo, supyire senoufo, nanerigé senoufo, sìcìté senoufo.
f. Tagwana-Djimini (2) Obala Slonovače: djimini senoufo, tagwana senoufo.
Ime Banda, Banafo ili Nafana označava narod koji govori jezikom nafaanra.

## Vanjske poveznice
- Ethnologue (14th)
- Ethnologue (15th)